# 국가장학금 (대한민국)
국가장학금은 대한민국 정부가 소득 수준에 따라 대학 등록금 일부를 지원하는 제도이다. 주관은 한국장학재단이며, 소득분위 및 성적 기준을 충족한 국내 대학 재학생을 대상으로 지급된다.

## 신청 시기
국가장학금은 매년 1학기, 2학기로 나뉘어 신청받는다. 2025년 2차 신청은 8월 초~9월 초에 진행될 예정이다.

## 유형별 지원
- Ⅰ 유형: 소득연계형 장학금
- Ⅱ 유형: 대학연계지원형 장학금
- 다자녀 장학금 등

1유형과 2유형의 차이는 소득분위별 지원 방식, 선정 방식 등에 따라 구분된다.

## 소득분위별 지원금액 (2025 기준)
- 1~3분위: 최대 520만 원
- 4~6분위: 최대 368만 원
- 7~8분위: 최대 120만 원 이하

## 같이 보기
- 한국장학재단
- 소득분위
- 장학금
- 대한민국의 교육 제도

1. ↑  2025 국가장학금 신청 요약 – HoneyTipMagazine
2. ↑  한국장학재단 국가장학금 안내 – 한국장학재단
3. ↑  1유형 vs 2유형 차이 정리 – Teslay